# Biocitina
Biocitina es un compuesto químico que consiste en un  grupo carbamoil formada a partir de la vitamina biotina y el aminoácido L-lisina. Como un intermedio en el metabolismo de la biotina, biocitina se produce naturalmente en el suero sanguíneo y la orina .
La enzima biotinidasa escinde biocitina y hace biotina disponible para ser reutilizado por otras enzimas. Debido a que la biocitina es el sustrato natural de la enzima biotinidasa, la biocitina se puede utilizar para medir la actividad de biotinidasa y por lo tanto diagnosticar deficiencia de la misma .
La biocitina también se utiliza en la investigación científica como tinción histológica para las células nerviosas.